# Лейк-Луїз (Аляска)
Лейк-Луїз (англ. Lake Louise) — переписна місцевість (CDP) в США, в окрузі Матануска-Сусітна штату Аляска. Населення — 15 осіб (2020).

## Географія
Лейк-Луїз розташований за координатами 62°17′49″ пн. ш. 146°31′55″ зх. д. / 62.29694° пн. ш. 146.53194° зх. д. (62.296945, -146.531845).  За даними Бюро перепису населення США в 2010 році переписна місцевість мала площу 193,20 км², з яких 126,85 км² — суходіл та 66,35 км² — водойми.

## Демографія
Згідно з переписом 2010 року, у переписній місцевості мешкало 46 осіб у 25 домогосподарствах у складі 13 родин. Густота населення становила 0 осіб/км².  Було 315 помешкань (2/км²).
Расовий склад населення:
| - 97,8 % — білих - 2,2 % — корінних американців |

До двох чи більше рас належало 0,0 %. Частка іспаномовних становила 4,3 % від усіх жителів.
За віковим діапазоном населення розподілялося таким чином: 15,2 % — особи молодші 18 років, 56,5 % — особи у віці 18—64 років, 28,3 % — особи у віці 65 років та старші. Медіана віку мешканця становила 60,0 року. На 100 осіб жіночої статі у переписній місцевості припадало 228,6 чоловіків;  на 100 жінок у віці від 18 років та старших — 178,6 чоловіків також старших 18 років.
Цивільне працевлаштоване населення становило 6 осіб. Основні галузі зайнятості: мистецтво, розваги та відпочинок — 100,0 %.